# Odontostilbe
Odontostilbe és un gènere de peixos de la família dels caràcids i de l'ordre dels caraciformes.

## Taxonomia
- Odontostilbe dialeptura (Fink & Weitzman, 1974)[2]
- Odontostilbe dierythrura (Fowler, 1940)[3]
- Odontostilbe ecuadorensis (Bührnheim & Malabarba, 2006)[4]
- Odontostilbe fugitiva (Cope, 1870)[5]
- Odontostilbe gracilis (Géry, 1960)[6]
- Odontostilbe littoris (Géry, 1960)[7]
- Odontostilbe microcephala (Eigenmann, 1907)[8]
- Odontostilbe mitoptera (Fink & Weitzman, 1974)[9]
- Odontostilbe nareuda (Bührnheim & Malabarba, 2006)[10]
- Odontostilbe pao (Bührnheim & Malabarba, 2007)[11]
- Odontostilbe paraguayensis (Eigenmann & Kennedy, 1903)[12]
- Odontostilbe parecis (Bührnheim & Malabarba, 2006)[10]
- Odontostilbe pequira (Steindachner, 1882)[13]
- Odontostilbe pulchra (Gill, 1858)[14]
- Odontostilbe roloffi (Géry, 1972)[15]
- Odontostilbe splendida (Bührnheim & Malabarba, 2007)[11]
- Odontostilbe stenodon (Eigenmann, 1915)[16][17][18][19][20][21][22][23]